# حسين المطوع
حسين المطوع (مواليد 19 يونيو 1989) هو كاتب وشاعر وناقد أدبي ومصور كويتي. نشر روايتين وقصتين قصيرتين. في عام 2019، فازت قصته القصيرة «أحلم أن أكون خلاط إسمنت» بجائزة الشيخ زايد للكتاب، في صنف أدب الطفل والناشئة، وقد تُرجمت إلى الإنجليزية والفرنسية والأوكرانية والإيطالية. قبل أن يتحول إلى القصص والروايات، بدأ المطوع مسيرته الأدبية شاعرًا عام 2009.

## مسيرته
ولد حسين المطوع في 19 يونيو 1989. حصل على بكالوريوس الأدب والنقد من قسم اللغة العربية بجامعة الكويت، ودرس الفلسفة كتخصص مساند في المرحلة الجامعية. بدأ مشواره الأدبي شاعرا عام 2009، وشارك في العديد من الأمسيات والمهرجانات الشعرية.
وفي عام 2015 بدأ بكتابة القصة القصيرة وهي السنة التي فاز فيها بالمركز الأول بمسابقة «شاعر الجامعة وقاصها» على مستوى جامعة الكويت. ومن بعدها اتجه لكتابة القصة والرواية حيث نشر روايته الأولى «تراب» سنة 2017. ومن ثم أصدر قصته «أحلم أن أكون خلاط إسمنت» عام 2018.
شارك المطوع في العديد من الفعاليات والمهرجانات، مثل: مهرجان طيران الإمارات للآداب ومعرض أبو ظبي الدولي للكتاب ومعرض فرانكفورت الدولي للكتاب.

## أعماله
- 2017: تراب
- 2018: أحلم أن أكون خلاط إسمنت
- 2020: عميقًا نحو قلبي

## جوائز
فاز قصّته (أحلم أن أكون خلاط إسمنت) بجائزة الشيخ زايد للكتاب صنف أدب الطفل والناشئة سنة 2019.